# Liste der Naturdenkmale in Wernau (Neckar)
| Naturdenkmale | Anzahl |
| ------------- | ------ |
| FND           | 6      |
| END           | 4      |
| Gesamt        | 10     |

Die Liste der Naturdenkmale in Wernau (Neckar) nennt die verordneten Naturdenkmale (ND) der im baden-württembergischen Landkreis Esslingen liegenden Stadt Wernau (Neckar). In Wernau gibt es insgesamt zehn als Naturdenkmal geschützte Objekte, davon sind sechs flächenhafte Naturdenkmale (FND) und vier Einzelgebilde-Naturdenkmale (END).
Stand: 1. März 2020.

## Flächenhafte Naturdenkmale (FND)
| Name                                         | Bild | Kennung     | Einzelheiten               | Position | Fläche Hektar | Datum        |
| -------------------------------------------- | ---- | ----------- | -------------------------- | -------- | ------------- | ------------ |
| Bachlauf mit Erlenbruch im Gewann Sulzwiesen | BW   | 81160724311 | Wernau (Neckar)            | ⊙        | 0,7           | 6. Juli 1994 |
| Bodenbach                                    | BW   | 81160724310 | Wernau (Neckar)            | ⊙        | 2,2           | 6. Juli 1994 |
| Feldgehölz im Gewann Ebeneäcker              | BW   | 81160724308 | Wernau (Neckar)            | ⊙        | 0,5           | 6. Juli 1994 |
| Feldhecke im Gewann Wasen                    | BW   | 81160483108 | Wernau (Neckar), Notzingen | ⊙        | 1,0           | 6. Juli 1994 |
| Laubholzstreifen im Gewann Rainwiesen        | BW   | 81160724309 | Wernau (Neckar)            | ⊙        | 0,7           | 6. Juli 1994 |
| Schlehenhecke am Saierwald                   | BW   | 81160724306 | Wernau (Neckar)            | ⊙        | 0,9           | 6. Juli 1994 |
| Legende für Naturdenkmal                     |      |             |                            |          |               |              |

## Einzelgebilde (END)
| Name                          | Bild | Kennung     | Einzelheiten                                                | Position | Fläche Hektar | Datum         |
| ----------------------------- | ---- | ----------- | ----------------------------------------------------------- | -------- | ------------- | ------------- |
| 1 Eiche                       | BW   | 81160724301 | Wernau (Neckar)                                             | ⊙        | 0,0           | 25. Aug. 1983 |
| 1 Pappel                      | BW   | 81160724305 | Wernau (Neckar)                                             | ⊙        | 0,0           | 25. Aug. 1983 |
| 2 Linden                      | BW   | 81160724302 | Wernau (Neckar)                                             | ⊙        | 0,0           | 25. Aug. 1983 |
| Rotbuche im Gewann Filswiesen | BW   | 81160724307 | Wernau (Neckar) Nicht mehr in der LUBW-Datenbank vorhanden. | ⊙        | 0,0           | 6. Juli 1994  |
| Legende für Naturdenkmal      |      |             |                                                             |          |               |               |